# Johann Deutschmann

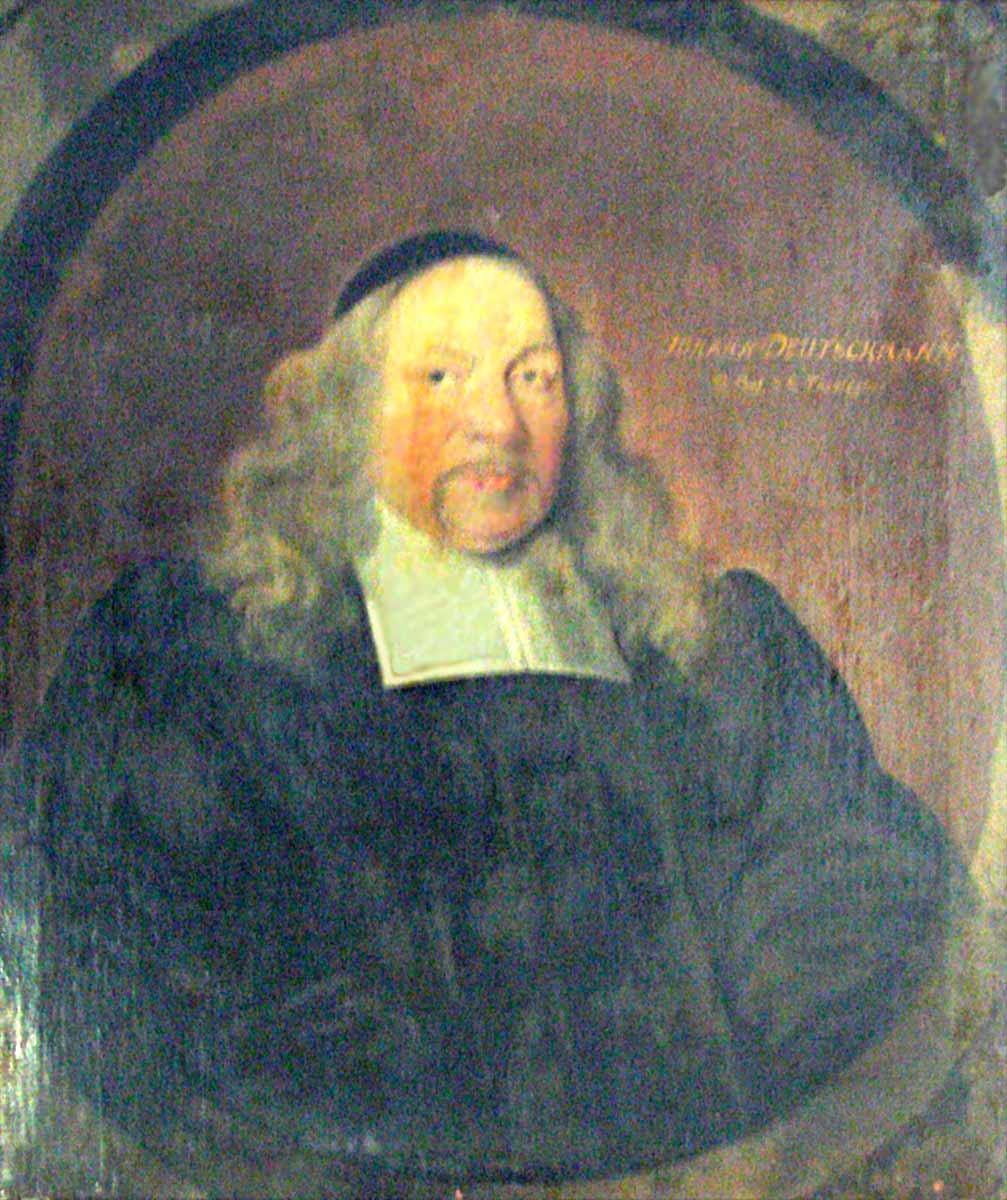
Johann Deutschmann

Johann Deutschmann, auch Johannes Deutschmann (* 10. August 1625 in Jüterbog; † 12. August 1706 in Wittenberg) war ein deutscher lutherischer Theologe.

## Leben
Johann Deutschmann war ein Sohn des Gerichtsassessors Jeremias Deutschmann († 1655) und seiner Frau Anna (geb. Langen). Er besuchte zunächst die Stadtschule seiner Heimatstadt. 1639 bezog er das damals bekannte Gymnasium in Halle (Saale), setzte seine Studien 1641 in Wittenberg fort und immatrikulierte sich am 21. Juni 1645 an der Universität Wittenberg, wo er sich zunächst philosophischen Studien widmete.
Nach dem Erwerb des philosophischen Magistergrades zu Ostern 1649 wurde er am 18. Oktober 1653 Adjunkt an der philosophischen Fakultät und hielt philosophische und theologische Vorlesungen. Während dieser Zeit bereitete er sich auf eine akademische Reise vor, die ihn ab dem Frühjahr 1655 durch die Universitätszentren und Bibliotheken von Deutschland, Holland, Dänemark und Belgien führen sollte. 1656 nach Wittenberg zurückgekehrt, erwarb er 1657 das Lizentiat der Theologie, hielt weitere Vorlesungen und wurde 1657 als außerordentlicher Professor an die theologische Fakultät berufen.
Nach der Promotion zum Doktor der Theologie 1658 rückte er nach dem Tod von Andreas Kunad 1662 in die ordentliche vierte theologische Professur auf und übernahm die Ephorie der kurfürstlichen Stipendiaten. 1681 rückte er nach dem Tod Johannes Meisners in die dritte Professur der theologischen Fakultät auf und wurde nach dem Tod Johann Andreas Quenstedts 1688 oberster Professor der theologischen Fakultät. Als Ältester der theologischen Fakultät übernahm er das Amt des Propstes an der Wittenberger Schlosskirche. Nach mehrfacher Wahl zum Dekan der theologischen Fakultät übernahm er siebenmal das Amt des Rektors der Universität (jeweils im Wintersemester 1670, 1676, 1682, 1688, 1692, 1698 und 1704).

## Wirken
Deutschmann, der sich als Schwiegersohn Abraham Calovs eng an diesen hielt, entwickelte nach dem Erhalt der ordentlichen theologischen Professur eine gewaltige Betriebsamkeit. So absolvierte er eine hohe Zahl an Vorlesungsstunden, führte umfangreiche Disputationen durch, zeichnete sich als Prediger aus und nahm sich glühend der Verwaltung akademischer Ämter an.
Deutschmanns Forschungsgebiet und Leidenschaft war die zuvor nur stiefmütterlich bearbeitete „paradiesische Theologie“ (theologia paradisiaca), also die Untersuchung der religiösen Verhältnisse im Garten Eden, dem biblischen Paradies. Er war überzeugt, in seinen Schriften nachgewiesen zu haben, dass die Einrichtung des Paradieses – teils bis in die Einzelheiten – und Adams Glaube (vom ausdrücklichen Christus-Bekenntnis abgesehen) jenen Grundsätzen und Maßstäben entsprachen, die sich aus der Lutherischen Orthodoxie ergeben. Deutschmann bezeichnete Adam als den „ersten Christen“ (insofern er den Messias erwartet habe) und als den „ersten Theologen“ („… doctoris, primi christiani vel messiani“). Er war bestrebt, dessen Glaubensbekenntnis aus der biblischen Überlieferung zu rekonstruieren und dessen Übereinstimmung mit dem lutherischen Glaubensbekenntnis nachzuweisen. Adam habe, so Deutschmann, die Seligkeit erlangt. Dazu müsse er, der Rechtfertigungslehre gemäß, seine Sündhaftigkeit bekannt haben. Dies könne, da es für ihn keinen irdischen Beichtvater gab, nur der „Ober-Beicht-Vater Jehova Elohim“ gewesen sein. Daraus folge, dass das Sakrament der Beichte schon im Paradies eingesetzt worden sei.
In den universalkirchlichen Ideen des calixtischen „Synkretismus“ sah er die Eigenständigkeit des Luthertums bedroht, und er griff den Pietisten Philipp Jacob Spener an. Durch Nachweis von Lehrirrtümern versuchte er Spener 284 Abweichungen von der lutherischen Lehre nachzuweisen, freilich ohne eine Wirkung zu erzielen. Sein mangelndes Latein trug ihm den Spott seiner Studenten ein, und ein anstößiger Vorgang, nämlich die Aufführung einer gegen Friedrich Ulrich Calixt gerichteten rohen Studentenkomödie, die am 18. Oktober 1676 in Wittenberg zur Feier des Antritts des Rektorats durch Deutschmann stattfand, ließ das Ansehen der Wittenberger Fakultät schwinden.

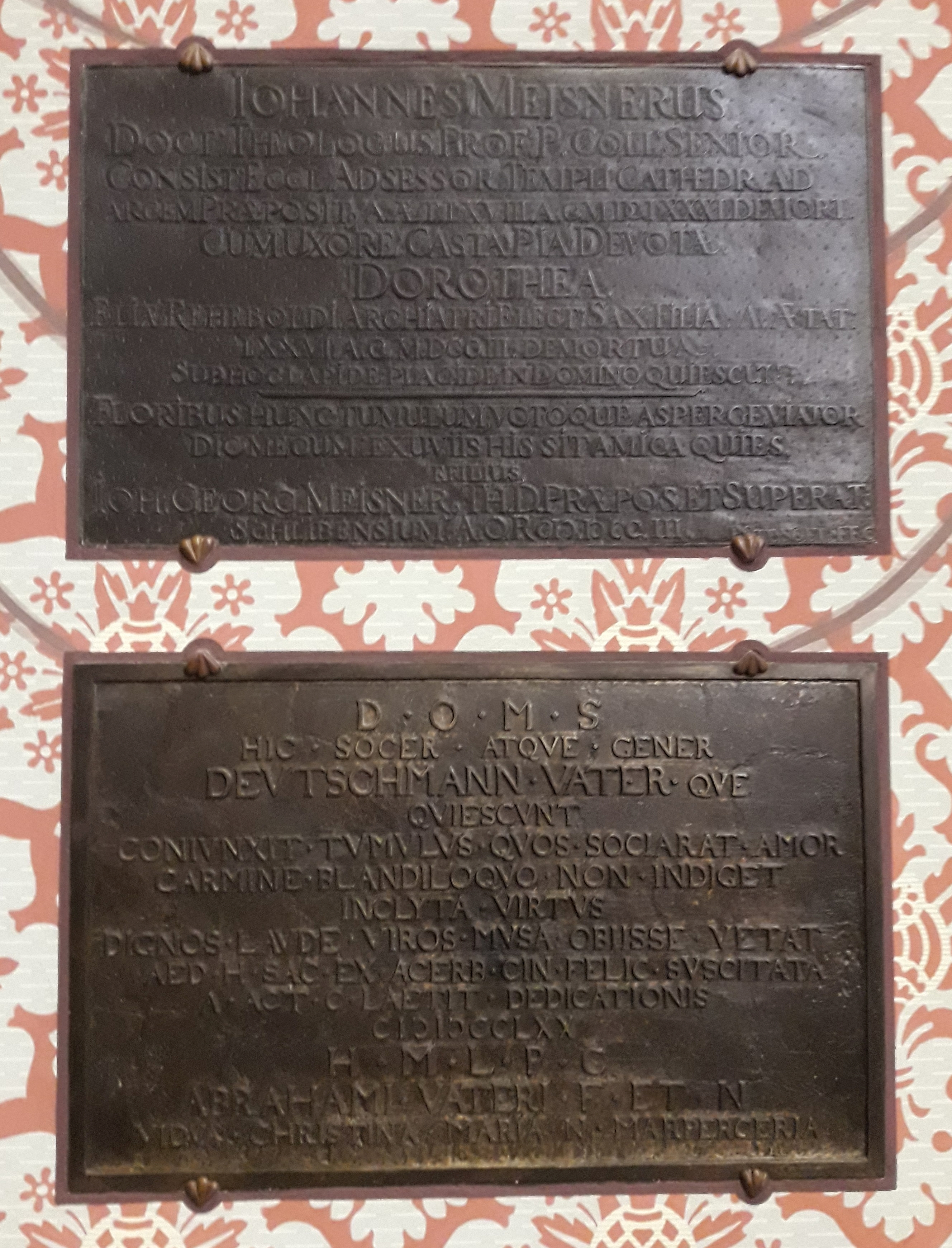
Denkmal für Abraham Vater (unten) in der Schlosskirche Wittenberg

Johann Deutschmann ist auch auf dem Denkmal Abraham Vaters in der Schlosskirche Wittenberg erwähnt.

## Familie
Deutschmann hatte am 2. Juni 1657 Anna Catharina (* 9. März 1639 in Königsberg (Preußen); † 22. März 1667 in Wittenberg), die Tochter des Abraham Calov und seiner Frau Barbara († 18. August 1639), die älteste Tochter des kurfürstlich brandenburgischen Rates, Hof- und Obergerichtssekretär Christoph Martini und der Judit Schulze, geheiratet.
Aus dieser Ehe sind bekannt:
- Regina Dorothea Deutschmann; verh. 1681 mit Christian Vater
- Catharina Elisabeth Deutschmann; verh. 1684 mit Michael Heinrich Krause, Pastor, Superintendent und Inspektor in Schalkau.
- Anna Coecilia Deutschmann; verh. mit dem Wittenberger Professor für höhere Mathematik Michael Walther der Jüngere
- Johann Abraham Deutschmann, ist als Student gestorben
- Polycarp Abraham Deutschmann, gleich nach der Geburt gestorben
- Abraham Heinrich Deutschmann, (* 9. März 1667 in Wittenberg); verstarb als Diakon in Jessen vor dem Vater
- Abraham Polycarp Deutschmann (starb mit 4 Jahren)

## Werke
Neben einer Unzahl an Programmen hat Deutschmann Traktate und Dissertationen hinterlassen (siehe auch Christian Gottlieb Jöcher: Allgemeines Gelehrten-Lexikon. Band 2, Spalte 99). Heute geht man von ca. 500 Veröffentlichungen aus, die aber weitestgehend unbekannt sind.

### Traktate
- Apologia Augustanae Confessionis Anti-Crociana, hoc est, Vindiciae Hoëanae, Examini Collationis Doctrinae Reformatae Cum Augustana Confessione ... Opposita / Exercitiis Academicis In Studiosae Iuventutis Aedificationem Adornata Per Johannem Deutschmann. Borckard, Wittenberg 1667. (Digitalisat)
- Methodica Augustanae Confessionis Repetitio. Haken, Wittenberg 1659. (Enthält 31 Disputationen)
- Synopsis Theologiae Biblicae. Wittenberg 1709.
- Examen Socinianarum controversiarum, juxta methodum articulorum christianae fidei symbolicam, in Augustana Confessione adhibitam, quoad status controversiae constitutionem, & rationum adversae partis dijudicationem, è divinis literis deductam, in usum studiosae juventutis 20. disputationibus academicis institutum, per Johannem Deutschmann. Meyer, Wittenberg 1671. (Digitalisat)
- Symbolum Apostolicum hoc est, Explicatio Fidei Christianae Iuxta Seriem Et Sensum Articulorum In Hoc Symbolo Comprehensorum. Ex Sacris Scripturis Et Orthodoxis Scriptoribus Antiquioribus Et Recentioribus Methodice Tractatum Atque Declaratum. Borckard, Wittenberg o. J. (Digitalisat)
- Consideratio liborum Symbolicorum s. Symbolographia in IX. Dispp.
- Theologia positiva primi theologi Adami protoplasti. Wittenberg 1709.
- Panoplia Confessionis Augustanae, Symboli, vel Pupillae Lutheranarum Ecclesiarum. Juxta Fundamentum Verbi Dei Canonicum. Ludwig, Wittenberg 1709. (Digitalisat)
- Biblicvm Abelis theologiae compendivm. Ipsis sacris literis coaevum, et a Mose Genes. IV. propositvm secvndvm omnes theologiae partes planius, et plenius expositum, atque demonstratum. Ludwig, Wittenberg 1709.
- Controversiarum Papisticarum, Secundum Augustanae Confessionis Methodum Examen, In Qvo Status Controversiae, Qvaestionibus Alienis Ab eo Remotis, Primum Rite Constituitur, Et Argumentorum Contrariorum Infirmitas Potissimum Expenditur. Meyer, Wittenberg 1671. (Digitalisat)
- Harmonia evangelico- mosaica sive Mosaica gnomologia secundum Evangelia Dominicalia per certam Harmoniam demonstrata. Bockard, Wittenberg 1673. (Digitalisat)
- Festum Genethliacum Primum, Vereque Paradisiacum Protoplastorum, In Semine Mulieris, Quoad Divinam Verbi Revelationem, Et Devotam Fidei Cognitionem, Ac Applicationem, Sanctamque Festivalis Messiae Nativitatis Solennitatem, Religiose Et Fructuose Celebratum. Schrödter, Wittenberg 1693.
- Methodica praecipuorum articulorum fidei, secundum ordinem symbolicum articulorum Schmalcaldicorum repetitio . 5 Bände. Haken, Wittenberg 1663. (Digitalisat Band 1)
- Meditationes sacrae in historiam Dominicae Passionis secundum Evangelistam Matthaeum ex cap. 26 et 27. Bockard, Wittenberg 1669. (Digitalisat)
- Analytico-Exegeticum B. D. Leonharti Hutteri Compendium, in quo Loci Theologici, Ex Scripturis S. & Libro Concordi[a]e ... collecti, perspicua methodo, Quoad Locorum & Quaestionum accuratam Analysin... ex fundamentis Canonicis, Libellis Symbolicis & Classicis Theologis / declarantur. Bockard, Wittenberg 1665. (Digitalisat)
- Contemplatio Philosophica Theologiae Naturalis De Attributis Divinis: Cujus Disputationem .... 1: De Attributis Divinis In Genere. (9 Disputationen) Wendt, Wittenberg 1653. (Digitalisat der 1. Disputation)
- Exercitationes Biblicae, De Veris Et Genuinis Christianis, in Christianologia Biblica, vel Authentica, ex Certis Quibusdam Oraculis Scripturae Canonicae... Breviter Collecta, et Methodice Considerata. Schrödter, Wittenberg 1690. (Digitalisat)
- De mysterio SS. Trinitas ante Christi publicatum praeconium a primis N. T. Fidelibus cognito & Credito Dissertationes X. 1685.
- Absurda Novatas. 1667.[5]

### Deutsche Schriften
- Der Theologen zu Wittenberg Christ=Lutherische Vorstellung in deutlichen Lehrsätzen und unrichtigen Gegensätzen D. Speners. 1695.[6]
- Abgenöthigte ... Antwort der Theologischen Facultät zu Wittenberg über die Christ-Lutherische Vorstellung Wider die hefftige ... Schrift "Auffrichtige Übereinstimmung in der Warheit aber Unrichtige ... mit der Augspurger Confeßion Herrn D. Philipp Jacob Speners. Föllginer, Wittenberg 1696.
- Derer Theologen zu Wittenberg Gnaden-Frieden- und Freuden-volles Gewissen/ In dem Heiligen Geist/ Aus Rom. XIV. Uber das/ In der That/ und Warheit/ Unfreudige/ und Unruhige/ Aber den Schein/ Titul/ und blossen Nahmen nach/ So genandte Freudige Gewissen/ (Tit.) Hrn. Philippi Jacobi Speneri ... In seinen ... Schweren-Berichten/ wider dieselbe bezeuget. Hake, Wittenberg 1695. (Digitalisat)
- Der Christ-Lutherischen Kirchen, ... wolgegründetet und woleingerichtete Prediger-Beichte und Beichtstul ...  Wider Hr. D. Speners Alleinigen Mißbrauch, Hr. M. Schaden Satans-Stuhl und Feuer-Pful und anderer Pietisten Babelischen und Anti-Christischen Greuel; sampt einem doppelten Anhang I. Von der Christen Pansophia des Verdiensts Christi, II. Von der Pietisten Lehr und Leben zu Rettung der Warheit außgegeben. Haken, Wittenberg 1698. (Digitalisat)
- Ausführliche Erörterung der Frage Vom Göttlichen Gnaden-Termin : Worinn Herr D. Adam Rechenbergs, So genannte Andere Beylage Durchgehends beantwortet ...untersuchet ... geprüfet ... widerleget worden. Zimmermann, Wittenberg 1701. (Digitalisat)
- Anhang vom Termino peremtorio. 1701

### Dissertationen
- De conscientia bona & mala, prouti in loco classico Rom. II, 15. describitur. Henkel, Wittenberg 1685. (Digitalisat)
- De Sepultura Jesu ex Occasione dicti Jes. 53. 9. Exercitatio. Bockard, Wittenberg 1661. (Digitalisat)
- Exercitationem theol. de patriarchali Messiae, vel salutaris Iehovae desiderio, quod legitur in novissimis Jacobi Patriarchae verbis genes. XLIX. v. 48. Röhner, Wittenberg 1662. (Digitalisat)
- Disputatio Theologica, De Christi Hominis Ad Dextram Dei Sessione. Oelschlegel, Wittenberg 1659. (Digitalisat)
- De persona Christi Theanthropou. Meter, Wittenberg 1669. (Digitalisat)
- De mysterio incarnationis tou logou. Bockard, Wittenberg 1668. (Digitalisat)
- Examen synopticum mataeologiae Socinianorum. 1664.
- De legitimo B. Lutheri ministerion. 1665.
- De praedestinatione. 1665.
- De syncretismo Paradisiaco. 1667.
- De Deo uno. 1667.
- De baptismo principali, ad Matth. III. 15. 1667. (1672, 1680)
- Examen Publicae Reformatorum Mataeologias. Bockard, Wittenberg 1664. (Digitalisat)
- De fecta Naturalistarum. 1667.
- De Deitate Spiritus. 1667.
- Examen apologeticum castigationis Calixtime Deo uno. 1667.
- Votum Patriarchae Jacobi Gea. XXVII. 20. 1668.
- De peccato in filium hominis & Spiritum S. 1668.
- De proprietatibus passionis & mortis paradisiacis. 1669.
- De Goele resusciato. 1669.
- Anti-Crocius s. Apologia Augustanae Confessionis Anti Crociana. 1670.
- Ordo Filiorum Noachi Sem, Cham, Japhet. 1671.
- De sceptro Jehudae non auferendo ante adventum Mesliae. 1673. (1699)
- De oraculis Mosaicis cum Evang. Dom. XVL. XVII. XIIX harmonicis. 1673.
- De nativitate Salvatoris nostri. 1674.
- In Habac III. 15-17. 1674.
- De mendis Scripturae S. V. & N. T. 1675.
- Vindiciae Pomarianae de incarnatione filii Dei quoad divinam τοϋ λόγου naturam. 1676.
- De reciminandi more. 1676.
- De derelictione Christi in cruce. 1677.
- De luce ministerali ad Matth. V. 14. 1677.
- De tribus tentationibus, quibus Christum Satanas aggressus est. 1679.
- Dissensus Lutheranorum & Pontif. Circa nonnulla fidei christianae Capita. 1679.
- De petra ecclesiae. 1679.
- De porta angusta. 1680.
- De elencho nominali contra haereticos. 1680.
- Apostolica resurrectionis Christi mnemosophia. 1681.
- De libris Scripturae S. Apocryphis. 1682.
- De novissimis in genere. 1682.
- De custodia angelorum 1682.
- De oraculo divino, Apoc. V. 5–7. 1682.
- Christologia prophetica, ad Jes. LXI. 1–3. 1682.
- De ordine ecclesiastico. 1683.
- De bonis operibus. 1683.
- De gloriosa damnatione filii hominis. 1683.
- De solicita christianorum in Deo. 1683.
- De mysterio SS. Trinitas ex articulo creationis. 1683.
- De Luthero, angelo apocalyptico. 1683.
- Divinae benedictionis promptuarium, Num. VI. 24. fq. de corona fidelium immarcessibili. 1684.
- De Jehova Elohim provisore, Gen. II 18. 1685.
- Theologia Melchisedechiana. 1685.
- De scrutinio sacrae Scripturae. 1685.
- Theosophia & Triadosophia. 1685.
- De aulae humanae fundatore, ad Gen. I. 9. 10. 1686.
- Paradisiaca Adami Theologia ex Dei nomine Jehova Elohim, Gen. II. 1–7. 1686.
- Antropologia Mosaico Theologica ad Deut. VI. 4. 1686.
- De Judicibus a Deo per Mosen constitutis. 1686.
- Διχαςοσο Φία Mosaica s. Doctrina sacra de Mosis symbolo. 1686.
- De baptismi doctrina. 1686.
- De mysterio electionis. 1686.
- De libris in judicio extremo aperiendis. 1686.
- De cognitione Dei naturali in genere. 1687.
- De verbo Dei naturali in genere. 1687.
- De verbo Dei primario & perpetuo, christianae reformationis principio. 1688.
- Christologia ante Christologiam de scripturae potestate interpretandi & normandi. 1688.
- De generatione filii Dei a parte. 1688.
- Δείπυου ίδιου Corinthiorum s. Communio privata, ad I. Cor. XI. 20–22. 1688.
- De voluntate Dei ad I. Thess. V. 18. 1688.
- De firmitate pariter & fidelitate Scriptuarae S. 1688.
- Unitrinitas Deitatis personalis. 1689.
- De passione & morte Christi. 1689.
- De immensitate Dei. 1689.
- De Adamo primo & catholico Theologo, vereque Paradisiaco & Lutherano, in schola Dei formato & informato. 1689.
- De animae nobilitate quaestionum quadriga. 1690.
- De vita spirituali Adami Gen. III. 20. 1690.
- De veris & genuinis Christianis. 1690.
- De justisicationis in V & N.T. ratione una eademque, ad Psalm XXXII. 12 & Rom IV. 7.8. 1691.
- Mons domus Domini praeparatus & elevatus ad Jes. II. 2–4. 1691.
- De confessione Thomae. 1691.
- De Christo legislatore non novo. 1692.
- Pentecostalis Pnevmatologia Paradisiaca. 1692.
- De causa justsicationis nostrae organica ad Gen. XV. 6. 1692.
- Triadosophia, Matth. VI. 9–12. 1692.
- Consicta gratiae convertensis irresistibilis. 1692.
- De lege Dei paradisiaca, Gen. II. 16. 17. 1693.
- De porta clausa soli Jehovae pervia, Ezech. XLIV. 2. 1693.
- De primaeva mentis humanae persectione. 1693.
- De vera pietate ejusque promissione. 1693.
- De panacaea officinae farcae ad I. Joh. I. 7. 1693.
- Symbolum apostolicum Adami protoplasti. 1694
- Antiquissima Theologia Positiva primi Theologi protoplasti. 1694.
- De Christo Jesu, sacerdote aeterano. 1694.
- De Spiritus S, regno gratiae. 1695.
- De viribus homnis animalis ad sui restitutionem. 1695.
- De amore, legis observatione conspicua. 1695.
- De Jehova Elohim, spiraculum vitarum inspirante, Gen. II. 7. 1696.
- De femine mulieris in viro Jehova, Gen. IV. I. 1697.
- Pansophiae christianorum speculum in Paulina Christi crucifixi pansophia, ad I. Cor. II. 2. 1697.
- De fortibus biblicis. 1698.
- De christo homini communicata potestate remittendi peccata. 1698.
- De peccati natura. 1699.
- Harmonia harmoniarum in Jehova Elohim ex historia creationis & benedictiones. 1700.
- De passionis & mortis Christi efficacia. 1700.
- De Jubilaeo catholicae benedictionis, ad Num VI. 22. 26. 1700.
- Totius apostolici collegii solenne Christologias symbolum, ad Matth. XVI. 13.17. 1700.
- De justificatone fidei, quaejad omnes pervenit homines, ad Rom. V. 18. 1700.
- De magistratu politico ceu ordine vere divino ejusque potestate. 1700
- De Jubilaeum apostolicae praedestinationis, ad Eph. I.3.sq. 1700.
- De peccato in Spiritum S. 1700.
- Jubilaeum christologio- apostolico catholico ecclasiastico-symbolicum, ad I. Pet. III 18.sq. 1700.
- Universa Christologia in notabili titulo silii homnis. 1701.
- Christologias slutiserae compendium paradisiacum. 1704.
- Christologia passionalis. 1704.
- In Gen. XXXII.9.
- In Gen. XXII.24–30.
- De conservatione creaturarum.
- Theologia Mosaica specialiter sic dicta.
- Authenticum Mosaica legis compendium.
- De providentia Dei circa hominem intuitu matrimonii.
- De authentia Scripturae S.
- Secunda Triadosophia.
- De Trinitate, ad Psalm. LXVII. 7.8.
- De homine peccatore.
- Theses authenticae sacramentales. Meritum destructum Christianorum.
- De conscientia intemerata ministri ecclesiae.de Spiritus S. Gemitu inenarrabili.
- De onomatologia Theologica.
- De festo adscensionis Davidico Paulini.
- De defectione spirituali ad castra tenebrarum. Resp Ernst Heinrich Wackenroder
- Pyramis Wittebergensis.